# كايلا
كايلا (من مواليد 5 يناير 1981)، هي مغنية وكاتبة أغاني وعارضة وممثلة فلبينية، ولدت في 5 يناير 1981 في توندو ‏ في الفلبين.

## وصلات خارجية
- الموقع الرسمي
- كايلا على موقع IMDb (الإنجليزية)
- كايلا على موقع ميوزك برينز (الإنجليزية)
- كايلا على موقع ديسكوغز (الإنجليزية)
- كايلا على موقع قاعدة بيانات الفيلم (الإنجليزية)